# Eschen-Ahorn bei der Pfarrkirche Leifers
Der Eschen-Ahorn bei der Pfarrkirche (auch Kaiser-Jubiläums-Baum) war ein botanisches Naturdenkmal, das sich in Leifers vor der Haupteingangstür der Pfarrkirche befand.

## Geschichte

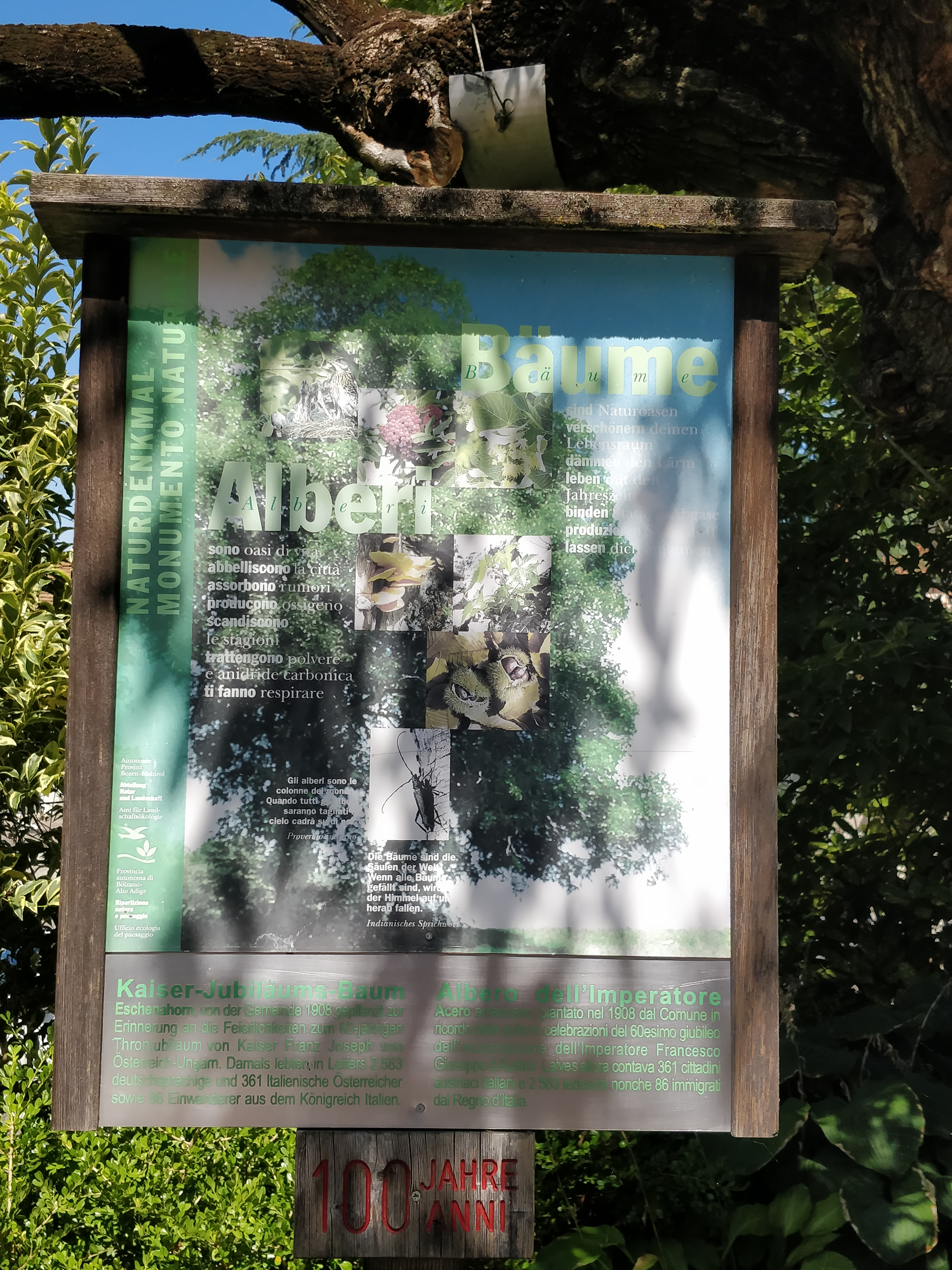
Erläuterungstafel

Der Baum wurde 1908 von der Gemeinde Leifers im Rahmen der Feierlichkeiten zum 60. Thronjubiläum von Kaiser Franz Joseph I. gepflanzt. Aus diesem Grund wird er auch Kaiser-Jubiläums-Baum genannt.
Aufgrund seiner Größe, seines Alters und seiner historischen Bedeutung wurde er 2001 von der Südtiroler Landesverwaltung als botanisches Naturdenkmal geschützt.
Im Jahr 2017 wurde er vom Ministerium für Landwirtschafts-, Ernährungs- und Forstpolitik in die Liste der Monumentalen Bäume Italiens aufgenommen.
In der Nacht vom 9. auf den 10. Jänner 2022 ist der obere Teil des Hauptstammes abgebrochen. Aus Sicherheitsgründen wurde der Eschen-Ahorn am 14. Februar 2022 gefällt.